# بین من و تو
بین من و تو (به تامیلی: Unakkum Enakkum) فیلمی محصول سال ۲۰۰۶ و به کارگردانی موهان راجا است. در این فیلم بازیگرانی همچون جایام راوی، تریشا، پرابو، کی. باگیاراج، ریچا پالود، سانتانام، کوچین هانیفا و کالاباوان مانی ایفای نقش کرده‌اند.